# Jiang Rong
Jiang Rong (en xinès: 姜 戎; en pinyin: Jiāng Róng; Pequín, abril de 1946) és un escriptor xinès autor d'un sol llibre, però amb un gran èxit que ha batut rècords de vendes: publicat el 2004, "The Wolf Totem" (狼 图腾) ha venut més de quatre milions de còpies a la Xina i probablement quatre o cinc vegades més si es tenen en compte les versions pirates.

## Biografia
JIang Rong és el nom literàri de l'escriptor xinès Lü Jiamin (呂嘉民) va néixer a Pequín el l'1 de març de 1946. Els seus pares s'havien unit al Partit Comunista Xinès a la dècada de 1920 a Shanghai. El seu pare, que comandava un cos d'exèrcit, es va unir a les files comunistes perquè els comunistes lluitaven contra els japonesos. Després de la guerra va ser destinat a dirigir un departament del Ministeri de Sanitat.
Està casat amb la famosa escriptora Zhang Kangkang

### Estada a Mongòlia
Jiang Rong es va oferir voluntari per anar a Mongòlia el 1967, "servint la gent" com a Guàrdia Roja durant la Revolució Cultural. Va viure allà com a nòmada durant 11 anys.
Mentre altres guàrdies cremaven llibres, Jiang Rong els va recollir de les ruïnes i va acabar amb una biblioteca de 200 llibres prohibits, amb desenes de llibres. Jiang va dir: " si Marx, Lenin i Engels llegien molts llibres, per què jo no podria. També es va familiaritzar profundament amb les obres d'autors occidentals com Balzac, Tolstoi i Jack London.

### Retorn a Pequín
Va tornar a Pequín el 1978, amb l'onada de "joves educats" que tornaven a la ciutat amb la nostàlgia de la vida al camp. A Pequín, el 1979, va participar en el qual es va anomenar la Primavera de Pequín. Al mateix temps, va passar l'examen d'accés a l'Institut Xinès de Ciències Socials (社科院 研究生 院) on va estudiar economia i un cop acabats els seus estudis, el 1983 es va convertir en redactor en cap de la revista literària “Primavera de Pequín” (《北京之春》), i professor ajudant a l'Institut de Relacions Industrials de la Xina (中国 劳动 关系 学院).
El juny de 1989 va participar en les protestes de la plaça de Tian'anmen. Va ser arrestat i alliberat sense més judici el gener del 1991, després de divuit mesos de detenció, juntament amb altres manifestants com Liu Suli (刘 苏里) o el líder estudiantil Xiong Yan (熊 焱) i va perdre el lloc de professor ajudant a la Universitat de Pequín.

## El llibre
El primer esborrany es va completar el 1997, la versió final es va presentar a l'editor a finals del 2003. Segons la seva dona, la novel·lista Zhang Kangkang (张抗抗), els darrers sis anys van ser els més durs: va treballar tancat, sense dir ni una paraula sobre el que feia i durant molt de temps va mantenir un misteri al voltant de la seva identitat i es va negar a fer entrevistes durant diversos mesos.
El contingut del llibre es basa en l'experiència personal de l'autor, principalment al voltant de diverses llegendes misterioses i històries reals sobre llops salvatges de l'estepa mongola, a través de com els llops salvatges utilitzen estratègies per sobreviure en un entorn ple d'enemics poderosos i es una crítica a la devastació que han comès els xinesos a Mongòlia Interior, on s'ha destruït l'equilibri ecològic del llop, la gasela, la marmota i l'ésser humà, convertint les praderies en pols.
Tan bon punt es va publicar, el llibre va generar controvèrsia. Alguns van criticar les inexactituds històriques de la novel·la, mentre que d'altres van percebre una forta càrrega de nacionalisme.

### Premis
- El 2005 va guanyar el Premi de Novel·la Jiutouniao i el 2007 va guanyar el Premi Literari Asiàtic Man, el primer que es va atorgar.
- També té el Premi Bienal de Literatura Dingjun.

### Traducció al català
Hi ha una traducció de la versió anglesa de Howard Goldblatt, feta per Xavier Solé i Núria Parès. Editorial La Magrana 2008. Barcelona.

### Adaptació al cinema
El director francès Jean-Jacques Annaud va adaptar l'obra al cinema amb el títol de "L'últim llop", pel·lícula estrenada el 2005 i protagonitzada entre altres per Feng Shaofeng i Shawn Dou. Doblada al català va ser programada en el marc de la 2ª Mostra Internacional de Cinema Animal de Sabadell, l'octubre de 2018 i emesa per TV3 el 6 de desembre de 2018.